# Майстер (фільм, 1976)
«Ма́йстер» (латис. «Meistars») — радянський художній фільм режисера Яніса Стрейча, знятий на Ризькій кіностудії у 1976 році.

## Сюжет
Артур Скруве після служби в армії повернувся на свій завод. Дисциплінованого і працьовитого юнака тепло зустріли на старому місці роботи і призначили майстром на складальній дільниці.
Незабаром Артур розуміє, що начальник цеху заплющує очі на дрібні порушення, але вимагає беззаперечної понаднормової роботи для випуску надпланової продукції. Це вигідно невеликій групі робітників, які називають себе «активом», але заважає нормальному життю бригади.
Артур за допомогою товаришів іде на серйозний конфлікт з начальством. Він домагається посилення трудової дисципліни і відмовляється від подвійної моралі. На його думку, не повинно бути розмитого планового завдання. Молодий майстер вимагає якісної роботи у відведений для цього час і веде боротьбу з порочною практикою авральної роботи поза графіком.

## У ролях
- Петеріс Гаудіньш — Артур Скруве
- Катрина Пастернак — Валентина
- Вія Артмане — Айна Петрівна
- Любов Соколова — тітка Дуся
- Лідія Фреймане — матір Валентини
- Паул Буткевич — Вацлав
- Улдіс Пуцитіс — Роберт
- Дзідра Рітенберга — клієнтка тітки Ліди
- Болеслав Ружс — Антон
- Мара Звайгзне — Бірута
- Евалдс Валтерс — старий Ранцан
- Мілена Тонтегоде — Ольга
- Едуардс Павулс — художник
- Микола Губанов — Костя

## Знімальна група
- Автор сценарію: Володимир Зима, Яніс Стрейч
- Режисер-постановник: Яніс Стрейч
- Оператор-постановник: Харій Кукелс
- Композитор: Георгій Мовсесян
- Художник-постановник: Віктор Шильдкнехт